# Cerisiers
Cerisiers är en kommun i departementet Yonne i regionen Bourgogne-Franche-Comté i norra Frankrike. Kommunen ligger i kantonen Cerisiers som tillhör arrondissementet Sens. År 2022 hade Cerisiers 1 002 invånare.

## Befolkningsutveckling
Antalet invånare i kommunen Cerisiers
| Referens: INSEE |